# Pasquale Casillo
Pasquale Casillo (San Giuseppe Vesuviano, 15 ottobre 1948 – Lucera, 8 settembre 2020) è stato un imprenditore e dirigente sportivo italiano.

## Biografia
Era il figlio di Gennaro Casillo, imprenditore della frutta secca e dei cereali.
È morto l'8 settembre 2020 all'ospedale di Lucera per un tumore ai polmoni, all'età di 71 anni.

## L'attività cerealicola
Soprannominato il "re del grano", è stato uno dei più importanti commercianti di cereali e prodotti derivati in Europa. Il suo gruppo molitorio riusciva, infatti, a produrre circa il 10% della semola in circolazione in tutta la Comunità economica europea. Con oltre 30 navi e svariati mezzi gommati (250 tir), oltre ai numerosi mulini sparsi per il continente, aveva organizzato un vero e proprio "impero" economico-finanziario, fatturando circa mille miliardi di lire. All'inizio degli anni novanta diventò presidente dell'associazione degli industriali di Foggia.

## L'attività sportiva
Viene ricordato soprattutto per i risultati conseguiti con il Foggia allenato da Zdeněk Zeman, ma è stato attivo nel mondo del calcio italiano anche con altre squadre. Presidente e proprietario del club pugliese tra la fine degli anni ottanta e l'inizio degli anni novanta, fu uno degli artefici del "Foggia dei miracoli", squadra "provinciale" che nell'arco di pochi anni conseguì la promozione in Serie B e poi quella in Serie A, categoria in cui divenne la rivelazione del torneo.
Dopo l'esperienza foggiana, Casillo è stato proprietario anche di Football Club Sangiuseppese, Salernitana e Bologna, mentre agli albori del XXI secolo è stato il presidente dell'Avellino, tra il 2002 e il 2004: con il club campano tentò di ricreare una squadra importante, nella scia della feconda esperienza foggiana, richiamando, a questo scopo, l'allenatore boemo Zdeněk Zeman ed il direttore sportivo Giuseppe Pavone.
Nell'estate del 2010 tornò alla ribalta al Foggia, di cui divenne nuovamente il proprietario, riportando Zeman in panchina e Pavone nel ruolo di direttore sportivo, nel tentativo di rilanciare le sorti del club, creando un organico giovane e di valore, in grado di competere e lottare per la promozione e il ritorno in Serie B. Nella stagione 2010-2011, però, la squadra non andò oltre il sesto posto in Lega Pro Prima Divisione (venendo estromessa, dunque, dalla partecipazione ai play-off), classificandosi dietro alla Nocerina campione e a Benevento, Atletico Roma, Taranto e Juve Stabia, staccata di oltre 10 punti dall'ultimo posto utile per gli spareggi-promozione.
Dopo due anni di gestione privi di soddisfazioni, l'11 giugno 2012, tramite una nota stampa, Casillo ed il suo entourage annunciarono l'intenzione di lasciare il pacchetto azionario della società nelle mani del sindaco, incaricato di trovare nuovi acquirenti al fine di garantire la sopravvivenza del club. Il sindaco non riuscì a trovare imprenditori interessati a rilevare il sodalizio, quindi la società non fu in grado di iscriversi ai campionati professionistici, per cui dovette ripartire dalla Terza categoria. Il titolo sportivo fu rilevato dalla neocostituita Foggia Calcio. Casillo, in passato, si era interessato anche all'acquisto di altre società calcistiche, come la Casertana e la Roma.

## Procedimenti giudiziari
Il 19 settembre del 1993 fu inquisito per concorso esterno in associazione mafiosa e il 21 aprile del 1994 fu raggiunto da un'ordinanza di custodia cautelare e arrestato.  Tredici anni dopo, il 16 febbraio 2007, fu assolto dal tribunale di Nola, su richiesta della procura, con sentenza passata in giudicato. Le sue aziende, lasciate in mano alle varie curatele nominate dal tribunale vennero poi dichiarate fallite e non si sono più riprese, lasciando senza lavoro centinaia di dipendenti.

## Documentari
- Zemanlandia, regia di Giuseppe Sansonna (2009)